# Петково (Софийска област)
 Тази статия е за селото в Софийска област.  За другото българско село с това име вижте Петково (Област Смолян).  
Петково е село в Западна България. То се намира в община Елин Пелин, Софийска област.

## География
Селото е разположено на около 4 км източно от град Елин Пелин и на 22 км от София в Софийското поле. Около него няма хълмове или възвишения. То е равно село, както съседното село Лесново. Те са най-равните села в околността.

## История на селото
Селото е основано по времето на цар Иван Александър. През 1380 г. е превзето и напълно разрушено от османските турци. През средата на 19 век е основано наново като турски чифлик, собственост на Коджа Ахмед. Новото селище брояло малко къщи и било населено от българи, докарани от други селища, които заедно с цигани и турци обработвали чифлика. Селото започнало да се нарича по името на собственика чифликчия Коджаматлиево. По времето на Коджа Ахмед не е могло и да се мисли за строеж на църква, тъй като българите в Коджаматлиево били малко. За турците и циганите в североизточния край на селото е съществувала малка джамия. През последните 10 – 15 години от османското владичество тази джамия била занемарена и изоставена, тъй като свиня влязла в нея и се опрасила. Останки от тази джамия личали до към 1906 г. Има сведения, че Васил Левски организира събирания в механата на Стоил Менджийски. Между Първата и Втората световна война е изградена църквата „Св. Петка“. От 1937 г. насам селото носи името на Света Петка – Петково. През 1957 г. е открита читалищната сграда на селото. През 1967 г. пътищата до съседните села са асфалтирани. През 1969 г. в селото е открит пощенски клон, а през 1974 г. в селото е прокарана водопроводна мрежа.

## Обществени институции
- Целодневен пенсионерски клуб
- Здравна служба
- НЧ „Отец Паисий 1912“
- Пощенски клон
- ЦДГ „Звездичка“

## Училище
- Начално училище „Отец Паисий“ – бивше училище

## Редовни събития
Съборът на селото е на Петковден, който се празнува на 14 октомври всяка година. Всяка година, ден преди Свети Дух, в село Петково се прави курбан в двора на църквата „Св. Петка“.
- Сградата на кметството и пенсионерския клуб
- Пощенският клон и здравната служба